# Rodney Eyles
Pour les articles homonymes, voir Eyles.
Rodney Eyles, né le 15 septembre 1967, est un joueur professionnel de squash représentant l'Australie. Il atteint en novembre 1995 la 2e place mondiale sur le circuit international, son meilleur classement. En 1986, il est finaliste du championnat du monde junior s'inclinant en finale face à la révélation Jansher Khan qui allait ensuite dominer le squash mondial. Il est champion du monde en 1997, bénéficiant de l'absence de Jansher Khan.
Il est intronisé au Squash Australia Hall of Fame.

## Palmarès

### Titres
- Championnats du monde : 1997
- US Open : 2 titres (1993, 1996)
- Australian Open : 1997
- Hong Kong Open : 1996
- Open de Hongrie : 1996
- Tournament of Champions : 1994
- Championnats du monde par équipes :  1991

### Finales
- Championnats du monde : 1996
- British Open : 1996
- Qatar Classic : 3 finales (1994, 1995, 1996)
- Tournament of Champions : 1995
- Mahindra International 1996
- Grasshopper Cup : 1993
- Championnats du monde junior : 1986